# Joshua Ludman
Joshua Ludman, né le 2 juillet 2004 à Frimley, est un coureur cycliste australien.

## Biographie
Joshua Ludman est né au Royaume-Uni,. Il grandit toutefois en Australie. Durant son enfance, il pratique la gymnastique. Il est cependant contraint d'abandonner cette activité, en raison de la fermeture du gymnase où il était inscrit. Après cet arrêt, il change de sport et bascule vers le cyclisme. Il effectue ses premiers coups de pédale en 2019 en compagnie d'un ami d'école, alors qu'il est âgé de quatorze ou quinze ans. Quelque temps plus tard, il dispute sa première course sous les couleurs d'un club de Nowra.
En 2022, il se révèle au niveau international en terminant huitième du Tour d'Irlande juniors et du Tour de DMZ. L'année suivante, il se classe notamment cinquième du Tour du Gippsland et sixième du Tour de Bright. Il intègre ensuite l'équipe continentale Saint Piran en 2024. Décrit comme un puncheur, il remporte une étape du Tour du Japon. Il s'agit de sa première victoire acquise sur une compétition inscrite au calendrier de l'UCI.

## Palmarès
- 2024
  - 4e étape du Tour du Japon